# Saulces-Monclin

Saulces-Monclin este o comună în departamentul Ardennes din nordul Franței. În 1 ianuarie 2022 avea o populație de 841 de locuitori.